# Brooklyn Zoo
«Brooklyn Zoo» дебютный сингл американского Хип-хоп исполнителя Ol' Dirty Bastard из его первого альбома Return to the 36 Chambers: The Dirty Version. Этот альбом был вторым сольным релизом участника группы Wu-Tang Clan после дебюта Method Man'а, альбома Tical. Это первый и успешный сингл ODB, достигший больших успехов в чартах, но в 1999 году его же песня Got Your Money стала самой успешной в карьере рэпера.

## Информация о песне
Песня состоит из интро, длинного куплета и припева, который является концом. Существуют повторяющиеся линии примерно на полпути через песню. Например «By a nigga who couldn’t figure». Это повторяется 3 раза, а затем строка: «Without a doubt I’ve never been tooken out» и следует линии «How to pull a fuckin' gun trigger». Brooklyn Zoo известен своим припевом, повторяющимся в конце песни «Shame on you, when you step through to the Ol' Dirty Bastard, Brooklyn Zoo!». Сначала Джонс пел припев нормальным голосом, позже голос становился всё громче, пока он не стал похожим на крик. На самом деле припев является строчкой из его куплета в песне Wu-Tang Clan, «Protect Ya Neck» где рэпер говорит «Shame on you, when you step through to the Ol' Dirty Bastard, straight from the Brooklyn Zoo».

## Фон
На бонусном DVD «Послания к другой стороне» буддийский монах рассказывает, что Рассел Джонс (известный как Ol’ Dirty Bastard) и его группа Brooklyn Zu вступили в жаркий спор по неизвестным причинам. Во время этой перепалки Джонс неожиданно направился к звукозаписывающему оборудованию и начал записывать трек, используя свою ярость и эмоции от спора как творческий импульс.
Монах также утверждал, что Джонс включил в текст песни некоторые фразы из этого конфликта. В результате был записан трек, который позже получил название «Brooklyn Zoo».

## Музыкальное видео
К песне было снято два различных видеоклипа.
Первая версия представляет из себя мини-фильм с субтитрами. Pimp Daddy (в исполнении Ol' Dirty Bastard) выходит из тюрьмы и возвращается на остров Райкерс со своей девушкой, и получает неприятный звонок, когда один из его друзей оказывается вовлечён в сделку. Затем действие переносится в Чайнатаун, где местный американец азиатского происхождения пытается продать фейерверки возле Бруклинского моста. Он связывается с главарём банды, за что и платит жизнью - его сжигают в багажнике его собственной машины с помощью тех же фейерверков. Затем Pimp Daddy с девушкой отправляются в заброшенный игровой зал, но попадают в засаду, в результате чего их обоих расстреливают. Эта версия показывалась в некоторых регионах, но в большинстве случаев была отклонена кабельными телеканалами из-за содержания.
Вторая версия показывает Ol' Dirty Bastard, слоняющегося по коридорам мрачного многоквартирного дома и синхронизирующего губами текст песни, в окружении различных участников Wu-Tang Clan: RZA, Raekwon и Method Man. В одной из сцен (в начале видео) Ol' Dirty Bastard ковыряет в носу и проводит пальцем, которым ковырял в носу, по стене. Именно вторая версия больше транслировалась чем первая.

## Список композиций

### 12"/CD Single
1. «Brooklyn Zoo (LP version)» (3:51)
2. «Brooklyn Zoo (Lord Digga Remix)» (4:06)
3. «Give It To Ya Raw (LP version)» (4:03)
4. «Give It To Ya Raw (SD50 Remix)» (4:03)

### Promotional CD Single
1. «Brooklyn Zoo (Clean LP version)» (3:49)
2. «Brooklyn Zoo (Clean Lord Digga Remix)» (3:52)

## Позиции в чартах
Hot Dance Music/Maxi Single Lates (5)
Hot R&B/Hip-Hop Singles & Track (40)
Hot Rap Singles (5)
The Billboard Hot 100 (54)